# Comuna Vânători, Iași
Vânători (în trecut, Stolniceni-Ghițescu) este o comună în județul Iași, Moldova, România, formată din satele Crivești, Gura Bâdiliței, Hârtoape, Vânători (reședința) și Vlădnicuț.

## Așezare
Comuna se află în nord-vestul județului, pe malul stâng al Siretului și Sirețelului, la confluența celor două ape. Este străbătută de șoseaua județeană DJ208N, care o leagă spre vest de Lespezi și spre est de Todirești.

## Demografie
Componența etnică a comunei Vânători
     Români (92,32%)
     Alte etnii (0,34%)
     Necunoscută (7,34%)
Componența confesională a comunei Vânători
     Ortodocși (91,07%)
     Alte religii (1,34%)
     Necunoscută (7,59%)
Conform recensământului efectuat în 2021, populația comunei Vânători se ridică la 4.100 de locuitori, în scădere față de recensământul anterior din 2011, când fuseseră înregistrați 4.624 de locuitori. Majoritatea locuitorilor sunt români (92,32%), iar pentru 7,34% nu se cunoaște apartenența etnică. Din punct de vedere confesional, majoritatea locuitorilor sunt ortodocși (91,07%), iar pentru 7,59% nu se cunoaște apartenența confesională.

## Politică și administrație
Comuna Vânători este administrată de un primar și un consiliu local compus din 13 consilieri. Primarul, Constantin Lupu[*], de la Partidul Social Democrat, este în funcție din 2008. Începând cu alegerile locale din 2024, consiliul local are următoarea componență pe partide politice:
|  | Partid                          | Consilieri | Componența Consiliului | Componența Consiliului | Componența Consiliului | Componența Consiliului | Componența Consiliului | Componența Consiliului | Componența Consiliului | Componența Consiliului | Componența Consiliului |
|  | ------------------------------- | ---------- | ---------------------- | ---------------------- | ---------------------- | ---------------------- | ---------------------- | ---------------------- | ---------------------- | ---------------------- | ---------------------- |
|  | Partidul Social Democrat        | 9          |                        |                        |                        |                        |                        |                        |                        |                        |                        |
|  | Partidul Național Liberal       | 3          |                        |                        |                        |                        |                        |                        |                        |                        |                        |
|  | Alianța pentru Unirea Românilor | 1          |                        |                        |                        |                        |                        |                        |                        |                        |                        |

## Istorie
La sfârșitul secolului al XIX-lea, comuna nu exista, satele ei făcând parte din comuna Lespezi. Anuarul Socec din 1925 consemnează formarea ei în cadrul plășii Lespezi a județului Suceava, având 2759 de locuitori în satele Bădilița, Crivești, Sirețelu, Slobozia, Stolniceni-Ghițescu și în cătunul Corni. În 1931, este consemnată cu satele Bădilița, Bereslogi-Humosu, Crivești, Gura Bădiliței, Gura Vladnic, Slobozia, Stolniceni-Ghițescu și Vlădnicuț.
În anul 1950, comuna a fost transferată raionului Pașcani din regiunea Iași. Comuna și satul de reședință și-au schimbat în 1964 denumirea în Vânători. În 1968, ea a trecut la județul Iași, tot atunci satele Bădilița și Poenița (fost „Țintirim”) fiind desființate și comasate, respectiv cu satele Crivești și Hârtoape.

## Monumente istorice
Trei obiective de pe teritoriul comunei Vânători sunt incluse în lista monumentelor istorice din județul Iași ca monumente de interes local, toate fiind situri arheologice: așezarea medievală de la „Siliștea” (marginea de nord-est a satului Gura Bădiliței), datând din secolul al XV-lea; situl de la „Poenița-Moară” (marginea de nord-vest a satului Hârtoape), ce conține așezări din eneolitic (cultura Precucuteni), eneoliticul final (cultura Horodiștea-Erbiceni), Epoca Bronzului Târziu (cultura Noua), perioada Halstatt, secolele al II-lea–I î.e.n. (perioada Latène), secolele al II-lea–al III-lea e.n. (epoca romană), secolul al IV-lea (epoca daco-romană), secolele al IV-lea–al V-lea (epoca migrațiilor) și secolul al XV-lea; și situl din „Dealul Bursucăriei” cu așezări din perioada Halstatt și din eneolitic (cultura Cucuteni, faza A).